# Humny
Humny (Duits: Humna) is een Tsjechische plaats in de gemeente Pchery in de regio Midden-Bohemen en maakt deel uit van het district Kladno. Het dorp is in de loop der eeuwen aan Pchery vastgegroeid.
Humny telt 1135 inwoners (2021).

## Geschiedenis
De eerste schriftelijke vermelding van het dorp dateert van 1277, toen Humny genoemd werd in de boeken van het Ostovklooster onder de naam Owny.
Sinds 1960 is Humny een plaats binnen de gemeente Pchery in het district Kladno.

## Verkeer en vervoer

### Autowegen
Er leiden verschillende regionale wegen naar het dorp. Op ongeveer 2 km afstand van het dorp loopt snelweg D7.

### Spoorlijnen
Er is geen spoorlijn of station in het dorp. Het dichtstbijzijnde station is Kladno-Švermov op zo'n 3 km afstand. Dat station ligt gelegen aan spoorlijn 093 Kralupy nad Vltavou - Kladno. Tot 1982 was er een halte Pchery op spoorlijn 11b Kladno - Dubí - Zvoleněves.

### Buslijnen
Er zijn meerdere bushaltes in Humny, waar buslijnen naar de volgende bestemmingen halteren: Brandýsek, Kladno, Praag en Slaný.

## Geboren
- Oldřich Duras (1882-1957), de eerste Tsjechische schaakgrootmeester

## Galerij

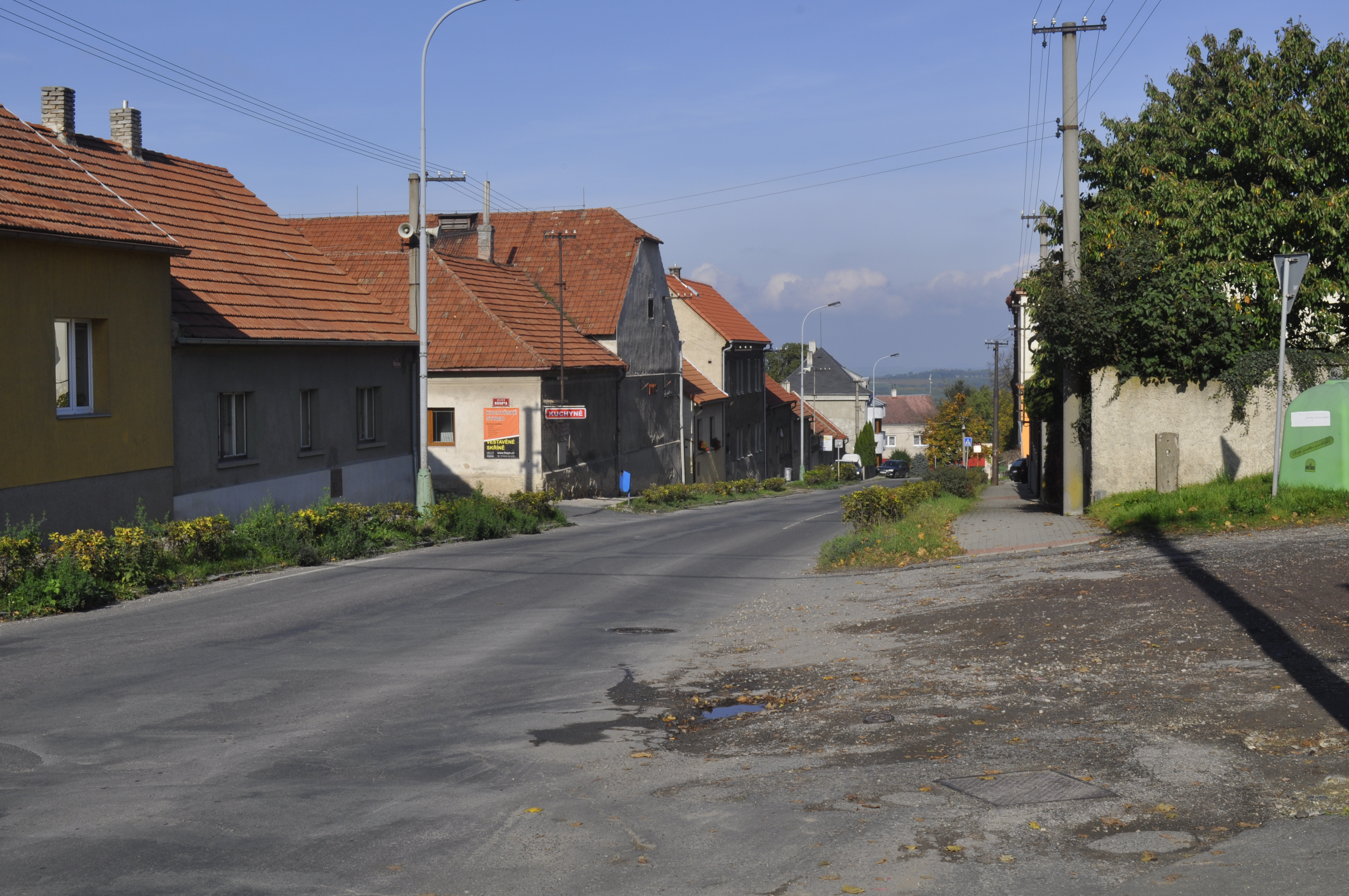
Květnastraat (Nederlands: 5 Meistraat)
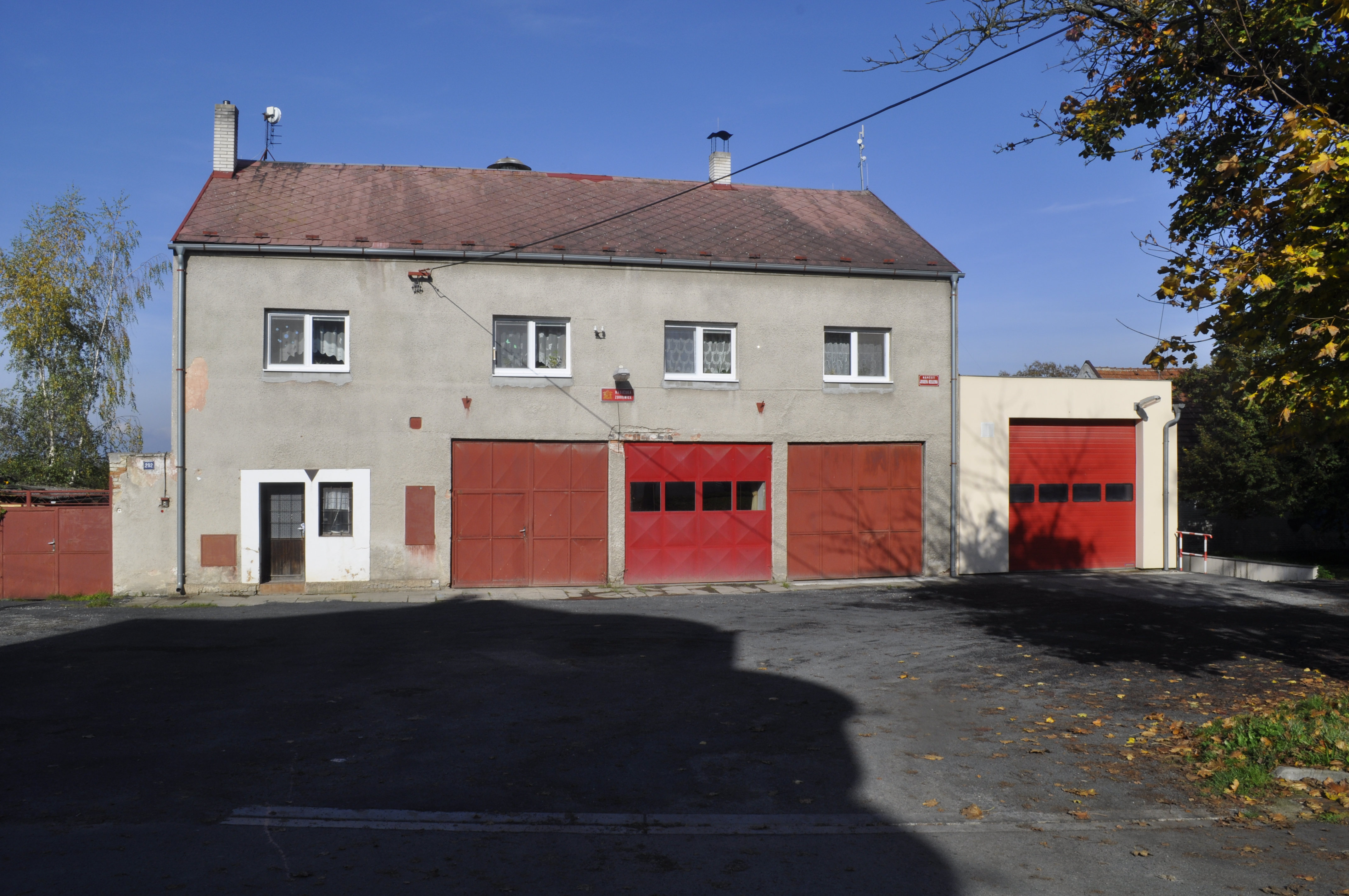
Brandweerkazerne
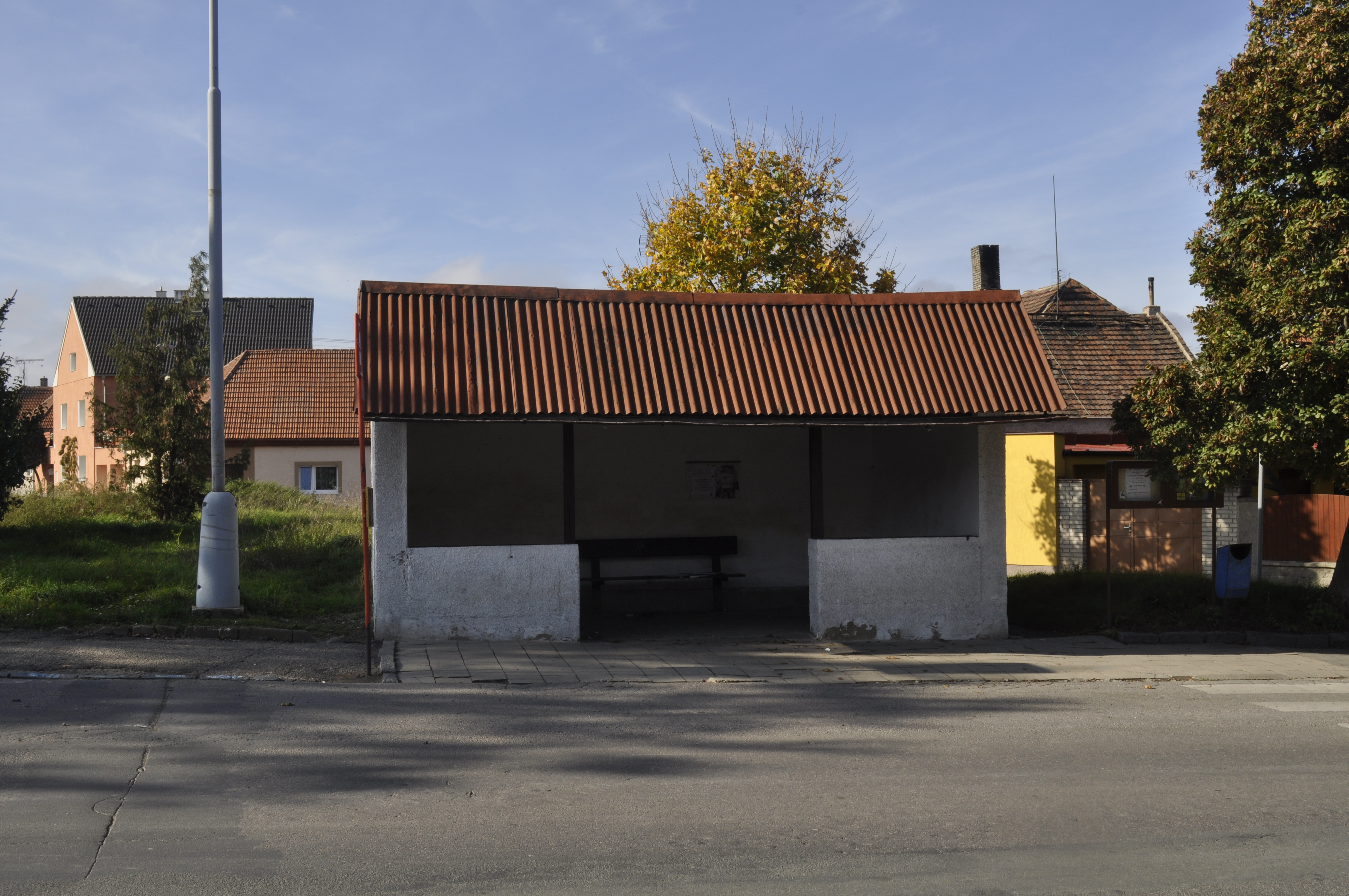
Bushalte in het dorp